# 험티 덤티 (핀볼)
험티 덤티(Humpty Dumpty)는 1947년 10월 25일 고틀리엡(Gottlieb)이 출시한 핀볼 기계이다. 동요 캐릭터인 험티 덤티의 이름을 따서 명명된 이 기계는 해리 맵스(Harry Mabs)가 발명한 오리발을 포함하는 최초의 핀볼 기계로, 이전 바가텔 게임 기계와 구별된다.

## 설명
험티 덤티는 회사에서 "플리퍼 범퍼"(flipper bumper)라고 부르는 플리퍼(flipper) 6개를 가지고 있었다. 그러나 현대의 핀볼 테이블과 달리 안쪽이 아닌 바깥 쪽을 향하고 메인 아웃 홀 근처 테이블 바닥에 배치되지 않았다.
모든 초기 핀볼 테이블과 마찬가지로 험티 덤티는 목재로 제작되었으며 기계식 릴이나 전자 LED 채점보다는 미리 설정된 채점 단위로 백라이트 채점을 사용했다.

## 디자인팀
- 컨셉 : 해리 맵스
- 게임 디자인: 해리 맵스
- 역학: 해리 맵스
- 작품: 로이 파커
- 애니메이션: 해리 맵스